# Simulium arfakense
Simulium arfakense är en tvåvingeart som beskrevs av Takaoka 2003. Simulium arfakense ingår i släktet Simulium och familjen knott. Inga underarter finns listade i Catalogue of Life.